# Only you (遊戲)
《Only you》是ALICESOFT在1996年1月1日發售的冒險類型成人遊戲，2001年7月26日發售重製版《Only you -Re Cross-》（Only you -リ・クルス-）。2002年10月31日由GeneX發售重製版的PlayStation 2版《Only you -熱鬥學園-》（Only you -リベルクルス-）。

## 遊戲系統
遊戲在正式開始後在地圖上會顯示地球毀滅的倒數時間，當玩家在移動到其他地點減少剩餘時間，戰敗、使用必殺技則會加快倒數，當時間剩下一定數值會強制觸發決鬥事件進入結局，倒數時間歸零時則會遊戲結束。玩家必須在有限時間內在特定時段到各地幫助女主角們並且和其中一位成為戀人才能有好結局，否則就會強制進入壞結局。在戰鬥方面，舊版是一回合選擇一次指令，重製版則是一次選則三回合的指令

## 故事
魔神勇二是位格鬥家，有天身上出現會毀滅世界的破滅刻印，此時太空站觀測到有不明巨大物體因為受到某人引導而飛往地球，各國領袖為了阻止世界被毀滅便派遣暗殺集團將勇二列為狙殺目標，父母和妹妹也因此慘遭殺害。勇二決心復仇而獨自在山上拼命修練，在與タイガージョー交手和受到指點後而恢復冷靜並決定要尋找真相阻止世界被毀滅。

## 角色
PC版的男主角可以改變名字。重製版的舊有角色外貌都有重新繪製，部份的角色設定、劇情和舊版有些不同。聲優是PS2版，PC版都沒有配音。

### 主要角色
魔神勇二（聲：緑川光）
本作的男主角，私立鳳凰學園二年級學生，格鬥部的主將。從小學習閃真流人應派，過去是全國高中格鬥技選手權和裏格鬥技大會的優勝者，以世界第一格鬥家的哥哥勇一為目標。
秋月真由（聲：川澄綾子）
鳳凰學園二年級學生，勇二的青梅竹馬，格鬥部的經理。
仁藤美咲（聲：有島萌優）
鳳凰學園一年級學生，格鬥部的部員，仁藤道場的獨生女。
天童來夢（聲：折笠富美子）
中央學園的學生，喜歡發明的天才。對能毀滅世界的破滅刻印感到興趣而主動接近勇二要求協助調查。雙親因車禍過世而獨居，為了掩飾悲傷而帶上能抑制感情的眼鏡。
（聲：豊嶋真千子）
雙眼失明的少女。小時候因為疾病關係導致失明，父母也因此失合而分離，現在和酗酒的父親同住，被父親逼迫賣淫賺錢。
鏡守真澄/鏡守萌木（聲：高橋美紀）
鏡守神社的巫女。舊版名字是真澄，重製版則改名為萌木，兩者的外貌、個性、劇情有很大不同。
（聲：西原久美子）
由俄羅斯開發製作的機器少女。原本是殺人兵器但內心善良，後來因此逃到日本隱居下水道。由於涉世未深，常常會將路上看到的罕見物品給帶回家等類似脫序行為。
軽井澤成美（聲：前田愛）
真由的親友。
鈴麗蘭（聲：田村ゆかり）
中國暗殺組織鈴家的當主，重製版的新角色。原本受命要殺勇二，但在執行任務時後對勇二頑強抵抗產生興趣而暫停任務。

### 其他角色
魔神勇一（聲：田中秀幸）
勇二的哥哥，閃真流人應派的最強格鬥家，幾年前在世界格鬥技選手権大會中獲得優勝後就失去消息。
魔神恵（聲：釘宮理恵）
勇二的妹妹，10歲松沿小學四年級學生。
（聲：田中秀幸））
穿戴老虎面具不時會幫助勇二並且指導武術的閃真流人應派格鬥家。
鴉丸羅喉（聲：大塚明夫）
閃真流神應派的格鬥家，和勇二同樣持有破滅刻印。
（聲：井上喜久子）
舊版名字是シモーヌ・ホワイト，代號「金色雌豹」，來自美國的暗殺集團成員。重製版名字是シモーヌ・京子・ホワイト，鳳凰學園的老師和格鬥部的顧問。
（聲：小松里賀）
和ミュシャ同機型的機器少女，バンドリー的部下，被奉命要帶回ミュシャ，重製版的新角色。
燐藍花（聲：大本眞基子）
下任鈴家的當主後補人選，前任當主的孫女，重製版的新角色。很重視鈴家的名譽，對於麗蘭未能完成任務感到不滿。
希（聲：宇和川恵美）
來夢的朋友。
若人淳（聲：有馬克明）
鳳凰學園學生，格鬥部的部員，勇一從國中認識的親友。
（聲：進藤尚美）
來自歐洲的暗殺集團首領，代號「賢者之眼」，擁有超能力。
（聲：掛川裕彦）
來自美國的暗殺集團成員。
（聲：山崎たくみ）
來自歐洲的暗殺集團成員，代號「漆黑貴公子」，擁有將死者成為自己部下的能力。
李飛孔（聲：増谷康紀）
來自中國的暗殺集團成員，代號「千面鬼」，擁有變身的能力。
（聲：高塚正也）
來自俄羅斯的暗殺集團成員。
（聲：郷里大輔）
來自俄羅斯的暗殺集團成員，被受命將ミュシャ的回路帶回祖國。
雅樂門郎惺
來自日本的暗殺集團成員，代號「死舞人形」，只有在舊版登場的角色，擁有支配精神的能力。

## 小說
小說的書名是Only you -リ・クルス-，作者是高橋恆星，插畫是ささかまめぐみ，由PARADIGM出版發售，共有兩冊。
| 卷數 | 發售日        | ISBN                |
| ---- | ------------- | ------------------- |
| 上卷 | 2002年7月11日 | ISBN 978-4894901544 |
| 下卷 | 2002年8月10日 | ISBN 978-4894901643 |

## 評價
Only you リベルクルス在ファミ通  721號的クロスレビュー評分中，滿分40分獲得24分。

## 外部連結
- ALICESOFT（日語）
- Only you リベルクルスGeneX（日語）